# Noi non siamo come James Bond
Noi non siamo come James Bond è un film documentario del 2012 diretto da Mario Balsamo.
La pellicola racconta il percorso personale di uscita da un tumore del regista, insieme al suo amico Guido Gabrielli. È stato presentato all'edizione del 2012 del Torino Film Festival dove ha vinto il Premio della Giuria.

## Trama
Mario e Guido hanno superato entrambi un tumore. Decidono di raccontare la loro storia prendendo spunto dalla passione che avevano da ragazzini per i viaggi, il glamour e James Bond. Come pretesto del racconto si inventano una missione: incontrare Sean Connery. Durante il percorso per ottenere questo obbiettivo chiacchierano con la ex Bond girl Daniela Bianchi e telefonano più volte alla segretaria dell'attore scozzese.

## Curiosità
Il film vede il ritorno al cinema dopo quarantaquattro anni di Daniela Bianchi.
Un altro interessante cameo è dato, probabilmente, dalla voce al telefono di Sean Connery.